# 제주 창작무
제주 창작무는 2013년 12월 27일 제주특별자치도의 향토유산 제8호로 지정되었다.

## 지정 사유
인정인은 2002년 중요무형문화제 제92호 태평무 강선영류를 사사받아 지역에 보급하여 오면서 제주창작춤(년춤, 물허벅춤)을 지역에 보급하고, 후학들을 지도 전승하고 있다. 2003년 향토문화유산의 무형분야로 관리되어 온 만큼 향토유산으로 지정 보호할 가치가 크다.